# Clematis campaniflora
A Clematis campaniflora, comummente conhecida como vide-branca  ou clematite (não confundir com a Clematis vitalba, que consigo partilha este nome), é uma espécie de planta com flor, pertencente à família das Ranunculáceas e ao tipo fisionómico das microfanerófitas e das escandentes. 

## Descrição
É uma trepadeira caducifólia, de talo lenhoso, estriado e maciço, que pode chegar até aos 4 metros de comprimento, ramificado com vides ou sarmentos, coberto de pêlos esparsos, mais abundantes nos nós e na parte superior. 
Com folhas pinatifídas, com eixos volúveis e lóbulos ovado-oblongos ou ovado-elípticos de 30-75 x  15-30 milímetros, inteiros ou trilobados. Tem brácteas florais linear-elípticas, pecioladas muito rentes, inseridas ligeiramente abaixo da metade do pedicelo.
As flores são solitárias, campanuladas (axilares ou nos terminais), pendulas sobre pedúnculos de 2 a 5 centímetros. O peritanto com peças de 10-13 x 4,4-7,5  milímetros, com coloração violácea, de formato oblongo-apiculadas, com penugem na face externa  e glabras na face interior. Contam com quatro tépalas arroxeadas e onduladas, com cerca de  9 a 20 milímetros de comprimento e formato oblongo-apiculado, sendo que no interior são glabras. Quanto aos estames, estes têm filetes ciliados, e tendem a ser mais reduzidos do que as anteras.
Os frutos são aquénios de 57 milímetros, de cor castanho-escura, seríceos, sensivelmente ovados, comprimidos, com penugem a toda à volta, salvo na parte apical margem, sendo que, quando amadurece, se torna ruço, com um rebordo amarelado. A época de floração e frutificação vai de Junho a Agosto.

## Taxonomia
A autoridade científica da espécie é Brot., tendo sido publicada em Fl. Lusit. 2: 359. 1805 [10 Jul 1805].
citologia
O número de cromossomas é 2n = 16.

## Etimologia
- O nome genérico, Clematis, provém do grego antigo klɛmətis[9] (klématis), que significa «planta que trepa; vinca».[10]
- O epíteto específico, vitalba, por sua vez, é um substantivo latino que significa "com flores em forma de campânula".[11]

## Sinónimos
- Clematis campaniflora Lodd. ex Steud.
- Clematis parviflora DC.
- Clematis revoluta Desf.
- Clematis revoluta Steud.
- Clematis viticella var. campaniflora (Brot.) Willk.
- Clematis viticella subsp. campaniflora (Brot.) Kuntze
- Clematis viticella subsp. revoluta (Desf.) Kuntze
- Viticella campaniflora Bercht. & J.Presl[12]

## Distribuição
Esta espécie de clematites é originária de regiões oceânicas, mais concretamente da Nova-Zelândia, na ilha dos Três Reis. Descoberta por Félix de Avelar Brotero, foi introduzida pela primeira vez na Europa em 1880, em Espanha.

### Portugal
Trata-se de uma espécie presente no território português, nomeadamente em Portugal Continental. Mais concretamente, encontra-se presente nas zonas do Noroeste ocidental; do Nordeste ultrabásico; da Terra quente e da Terra fria transmontanas; de todas as zonas do Centro-Oeste, com excepção do Centro-Oeste cintrano; de todas as zonas do Centro-Leste; todas as zonas do Centro-Sul, salvo a do Centro-Sul plistocénico; a zona do  Sudeste meridional e a zona do Sudeste meridional.
Em termos de naturalidade é endémica da Península Ibérica.

### Ecologia
Privilegia os habitats de nemorais, mormente os pinhais, os matorrais e as balças, de solos ácidos.

## Protecção
Não se encontra protegida por legislação portuguesa ou da Comunidade Europeia.